# Torneos WTA 125s en 2023
La WTA 125K series es la secundaria del circuito de tenis profesional organizado por la Asociación de Tenis de Mujeres. El WTA 125K series 2023 consiste en un calendario de treinta y un torneos, donde cada uno paga una bolsa de premios de 115 000 dólares.

## Torneos
| Semana           | Torneo | Campeonas                                                    | Subcampeonas                                | Semifinalistas                              | Cuartos de final                                                        |
| ---------------- | --- | ------------------------------------------------------------ | ------------------------------------------- | ------------------------------------------- | ----------------------------------------------------------------------- |
| 30 de enero      | Copa Oster Cali, Colombia $115,000 – Tierra batida – 32S/16Q/16D Cuadro Individual – Cuadro Dobles                                                       | Nadia Podoroska 6–4, 6–2                                     | Paula Ormaechea                             | Emiliana Arango Laura Pigossi               | Fernanda Contreras Martina Colmegna Elvina Kalieva Valeriya Strakhova   |
| 30 de enero      | Copa Oster Cali, Colombia $115,000 – Tierra batida – 32S/16Q/16D Cuadro Individual – Cuadro Dobles                                                       | Weronika Falkowska Katarzyna Kawa 6–1, 5–7, [10–6]           | Kyoka Okamura Xiaodi You                    | Emiliana Arango Laura Pigossi               | Fernanda Contreras Martina Colmegna Elvina Kalieva Valeriya Strakhova   |
| 27 de marzo      | San Luis Potosí Open San Luis Potosí, México $115,000 – Tierra batida – 32S/8Q/16D Cuadro Individual – Cuadro Dobles                                     | Elisabetta Cocciaretto 5–7, 6–4, 7–5                         | Sara Errani                                 | Elina Avanesyan Kaja Juvan                  | Tamara Zidanšek Emiliana Arango Laura Pigossi Tatjana Maria             |
| 27 de marzo      | San Luis Potosí Open San Luis Potosí, México $115,000 – Tierra batida – 32S/8Q/16D Cuadro Individual – Cuadro Dobles                                     | Aliona Bolsova Andrea Gámiz 7–6(7–5), 6–4                    | Katarzyna Piter Oksana Kalashnikova         | Elina Avanesyan Kaja Juvan                  | Tamara Zidanšek Emiliana Arango Laura Pigossi Tatjana Maria             |
| 1 de mayo        | L'Open 35 de Saint-Malo Saint-Malo, Francia $115,000 – Tierra batida – 32S/11Q/15D Cuadro Individual – Cuadro Dobles                                     | Sloane Stephens 6–3, 6–4                                     | Greet Minnen                                | Elina Svitolina Katie Volynets              | Jessika Ponchet Léolia Jeanjean Magdalena Fręch Emma Navarro            |
| 1 de mayo        | L'Open 35 de Saint-Malo Saint-Malo, Francia $115,000 – Tierra batida – 32S/11Q/15D Cuadro Individual – Cuadro Dobles                                     | Greet Minnen Bibiane Schoofs 7–6(9–7), 7–6(7–3)              | Ulrikke Eikeri Eri Hozumi                   | Elina Svitolina Katie Volynets              | Jessika Ponchet Léolia Jeanjean Magdalena Fręch Emma Navarro            |
| 1 de mayo        | Catalonia Open Reus, España $115,000 – Tierra batida – 32S/8Q/12D Cuadro Individual – Cuadro Dobles                                                      | Sorana Cîrstea 6–1, 4–6, 7–6(7–1)                            | Elizabeth Mandlik                           | Dayana Yastremska Lauren Davis              | Jil Teichmann Nuria Párrizas Camila Osorio Caty McNally                 |
| 1 de mayo        | Catalonia Open Reus, España $115,000 – Tierra batida – 32S/8Q/12D Cuadro Individual – Cuadro Dobles                                                      | Storm Hunter Ellen Perez 6–1, 7–6(10–8)                      | Alexa Guarachi Erin Routliffe               | Dayana Yastremska Lauren Davis              | Jil Teichmann Nuria Párrizas Camila Osorio Caty McNally                 |
| 15 de mayo       | Trophée Clarins París, Francia $115,000 – Tierra batida – 32S/8Q/16D Cuadro Individual – Cuadro Dobles                                                   | Diane Parry walkover                                         | Caty McNally                                | Katie Volynets Varvara Gracheva             | Alizé Cornet Nao Hibino Linda Nosková Kamilla Rakhimova                 |
| 15 de mayo       | Trophée Clarins París, Francia $115,000 – Tierra batida – 32S/8Q/16D Cuadro Individual – Cuadro Dobles                                                   | Anna Danilina Vera Zvonareva 5–7, 7–6(7–2), [14–12]          | Nadiia Kichenok Alycia Parks                | Katie Volynets Varvara Gracheva             | Alizé Cornet Nao Hibino Linda Nosková Kamilla Rakhimova                 |
| 15 de mayo       | Firenze Ladies Open Florencia, Italia $115,000 – Tierra batida – 32S/16Q/16D Cuadro Individual – Cuadro Dobles                                           | Jasmine Paolini 6–3, 7–5                                     | Taylor Townsend                             | Lucia Bronzetti Sara Errani                 | Priscilla Hon Ylena In-Albon Matilde Paoletti Eugenie Bouchard          |
| 15 de mayo       | Firenze Ladies Open Florencia, Italia $115,000 – Tierra batida – 32S/16Q/16D Cuadro Individual – Cuadro Dobles                                           | Vivian Heisen Ingrid Neel 1–6, 6–2, [10–8]                   | Asia Muhammad Giuliana Olmos                | Lucia Bronzetti Sara Errani                 | Priscilla Hon Ylena In-Albon Matilde Paoletti Eugenie Bouchard          |
| 5 de junio       | Makarska International Championships\|Makarska Open 125 Makarska, Croacia $115,000 – Tierra batida – 32S/8Q/8D Cuadro Individual – Cuadro Dobles         | Mayar Sherif 2–6, 7–6(8–6), 7–5                              | Jasmine Paolini                             | Diane Parry Rebecca Šramková                | Linda Nosková Yuan Yue Kateryna Baindl Ana Konjuh                       |
| 5 de junio       | Makarska International Championships\|Makarska Open 125 Makarska, Croacia $115,000 – Tierra batida – 32S/8Q/8D Cuadro Individual – Cuadro Dobles         | Ingrid Neel Wu Fang-hsien 6–3, 7–5                           | Anna Sisková Renata Voráčová                | Diane Parry Rebecca Šramková                | Linda Nosková Yuan Yue Kateryna Baindl Ana Konjuh                       |
| 5 de junio       | Torneig Internacional de Tenis Femení Solgironès La Bisbal del Ampurdán, España $115,000 – Tierra batida – 32S/16Q/16D Cuadro Individual – Cuadro Dobles | Arantxa Rus 7–6(7–2), 6–3                                    | Panna Udvardy                               | Rebeka Masarova María Carlé                 | Nadia Podoroska Kaja Juvan Caroline Dolehide Jil Teichmann              |
| 5 de junio       | Torneig Internacional de Tenis Femení Solgironès La Bisbal del Ampurdán, España $115,000 – Tierra batida – 32S/16Q/16D Cuadro Individual – Cuadro Dobles | Caroline Dolehide Diana Shnaider 7–6(7–5), 6–3               | Aliona Bolsova Rebeka Masarova              | Rebeka Masarova María Carlé                 | Nadia Podoroska Kaja Juvan Caroline Dolehide Jil Teichmann              |
| 12 de junio      | BBVA Open Internacional de Valencia Valencia, España $115,000 – Tierra batida – 32S/16Q/8D Cuadro Individual – Cuadro Dobles                             | Mayar Sherif 6–3, 6–3                                        | Marina Bassols                              | Nadia Podoroska Tamara Korpatsch            | Ann Li Mirjam Björklund Sara Errani Jéssica Bouzas Maneiro              |
| 12 de junio      | BBVA Open Internacional de Valencia Valencia, España $115,000 – Tierra batida – 32S/16Q/8D Cuadro Individual – Cuadro Dobles                             | Aliona Bolsova Andrea Gámiz 6–4, 4–6, [10–7]                 | Angelina Gabueva Irina Khromacheva          | Nadia Podoroska Tamara Korpatsch            | Ann Li Mirjam Björklund Sara Errani Jéssica Bouzas Maneiro              |
| 19 de junio      | Veneto Open Internazionali Confindustria Venezia e Rovigo Gaiba, Italia $115,000 – Césped – 32S/16D Cuadro Individual – Cuadro Dobles                    | Ashlyn Krueger 3–6, 6–4, 7–5                                 | Tatjana Maria                               | Olga Danilović Robin Montgomery             | Yanina Wickmayer Yuan Yue Ysaline Bonaventure Lucrezia Stefanini        |
| 19 de junio      | Veneto Open Internazionali Confindustria Venezia e Rovigo Gaiba, Italia $115,000 – Césped – 32S/16D Cuadro Individual – Cuadro Dobles                    | Han Na-lae Jang Su-jeong 6–3, 3–6, [10–6]                    | Weronika Falkowska Katarzyna Piter          | Olga Danilović Robin Montgomery             | Yanina Wickmayer Yuan Yue Ysaline Bonaventure Lucrezia Stefanini        |
| 10 de julio      | Grand Est Open 88 Contrexéville, Francia $115,000 – Tierra batida – 32S/8Q/8D Cuadro Individual – Cuadro Dobles                                          | Arantxa Rus 6–3, 6–3                                         | Anastasia Pavlyuchenkova                    | Tereza Martincová Fiona Ferro               | Anna-Lena Friedsam Sara Errani Eva Lys Cristina Bucșa                   |
| 10 de julio      | Grand Est Open 88 Contrexéville, Francia $115,000 – Tierra batida – 32S/8Q/8D Cuadro Individual – Cuadro Dobles                                          | Cristina Bucșa Alena Fomina-Klotz 4–6, 6–3, [10–7]           | Amina Anshba Anastasia Dețiuc               | Tereza Martincová Fiona Ferro               | Anna-Lena Friedsam Sara Errani Eva Lys Cristina Bucșa                   |
| 10 de julio      | Nordea Open Båstad, Suecia $115,000 – Tierra batida – 32S/16D Cuadro Individual – Cuadro Dobles                                                          | Olga Danilović 7–6(7–4), 3–6, 6–3                            | Emma Navarro                                | Louisa Chirico Yulia Putintseva             | Tamara Zidanšek Claire Liu Viktoriya Tomova Aliona Bolsova              |
| 10 de julio      | Nordea Open Båstad, Suecia $115,000 – Tierra batida – 32S/16D Cuadro Individual – Cuadro Dobles                                                          | Irina Khromacheva Panna Udvardy 4–6, 6–3, [10–5]             | Eri Hozumi Jang Su-jeong                    | Louisa Chirico Yulia Putintseva             | Tamara Zidanšek Claire Liu Viktoriya Tomova Aliona Bolsova              |
| 17 de julio      | Iași Open Iași, Rumania $115,000 – Tierra batida – 32S/16Q/8D Cuadro Individual – Cuadro Dobles                                                          | Ana Bogdan 6–2, 6–3                                          | Irina-Camelia Begu                          | Tamara Zidanšek Raluca Șerban               | Jil Teichmann Darya Astakhova Laura Pigossi Simona Waltert              |
| 17 de julio      | Iași Open Iași, Rumania $115,000 – Tierra batida – 32S/16Q/8D Cuadro Individual – Cuadro Dobles                                                          | Veronika Erjavec Dalila Jakupović 6–4, 6–4                   | Irina Bara Monica Niculescu                 | Tamara Zidanšek Raluca Șerban               | Jil Teichmann Darya Astakhova Laura Pigossi Simona Waltert              |
| 7 de agosto      | Polish Open Grodzisk Mazowiecki, Polonia $115,000 – Dura – 32S/16Q/16D Cuadro Individual – Cuadro Dobles                                                 | Dayana Yastremska 2–6, 6–1, 6–3                              | Greet Minnen                                | Maja Chwalińska Zeynep Sönmez               | Martyna Kubka Eva Lys Tereza Martincová Noma Noha Akugue                |
| 7 de agosto      | Polish Open Grodzisk Mazowiecki, Polonia $115,000 – Dura – 32S/16Q/16D Cuadro Individual – Cuadro Dobles                                                 | Katarzyna Kawa Elixane Lechemia 6–3, 6–4                     | Naiktha Bains Maia Lumsden                  | Maja Chwalińska Zeynep Sönmez               | Martyna Kubka Eva Lys Tereza Martincová Noma Noha Akugue                |
| 14 de agosto     | Golden Gate Open Stanford, Estados Unidos $115,000 – Dura – 32S/16Q/16D Cuadro Individual – Cuadro Dobles                                                | Wang Yafan 6–2, 6–0                                          | Kamilla Rakhimova                           | Moyuka Uchijima Yuan Yue                    | Mai Hontama Jodie Burrage Bai Zhuoxuan Iryna Shymanovich                |
| 14 de agosto     | Golden Gate Open Stanford, Estados Unidos $115,000 – Dura – 32S/16Q/16D Cuadro Individual – Cuadro Dobles                                                | Jodie Burrage Olivia Gadecki 7–6(7–4), 6–7(6–8), [10–8]      | Hailey Baptiste Claire Liu                  | Moyuka Uchijima Yuan Yue                    | Mai Hontama Jodie Burrage Bai Zhuoxuan Iryna Shymanovich                |
| 14 de agosto     | Barranquilla Open Barranquilla, Colombia $115,000 – Dura – 32S/16Q/16D Cuadro Individual – Cuadro Dobles                                                 | Tatjana Maria 6–1, 6–2                                       | Fiona Ferro                                 | Varvara Lepchenko Anna Karolína Schmiedlová | Daria Saville Carole Monnet Irina Fetecău Laura Pigossi                 |
| 14 de agosto     | Barranquilla Open Barranquilla, Colombia $115,000 – Dura – 32S/16Q/16D Cuadro Individual – Cuadro Dobles                                                 | Valentini Grammatikopoulou Despina Papamichail 7–6(7–2), 7–5 | Yuliana Lizarazo María Paulina Pérez        | Varvara Lepchenko Anna Karolína Schmiedlová | Daria Saville Carole Monnet Irina Fetecău Laura Pigossi                 |
| 21 de agosto     | Chicago Women's Open Chicago, Estados Unidos $115,000 – Dura – 32S/16Q/16D Cuadro Individual – Cuadro Dobles                                             | Viktoriya Tomova 6–1, 6–4                                    | Claire Liu                                  | Lucia Bronzetti Cristina Bucșa              | Kateryna Baindl Kamilla Rakhimova Rebeka Masarova Rebecca Peterson      |
| 21 de agosto     | Chicago Women's Open Chicago, Estados Unidos $115,000 – Dura – 32S/16Q/16D Cuadro Individual – Cuadro Dobles                                             | Ulrikke Eikeri Ingrid Neel Walkover                          | Cristina Bucșa Alexandra Panova             | Lucia Bronzetti Cristina Bucșa              | Kateryna Baindl Kamilla Rakhimova Rebeka Masarova Rebecca Peterson      |
| 4 de septiembre  | Open Delle Puglie Bari, Italia $115,000 – Tierra batida – 32S/16Q/16D Cuadro Individual – Cuadro Dobles                                                  | Tamara Zidanšek 3–6, 7–5, 6–1                                | Rebecca Šramková                            | Alizé Cornet Jana Fett                      | Jennifer Ruggeri Katarzyna Kawa Zeynep Sönmez Jaqueline Cristian        |
| 4 de septiembre  | Open Delle Puglie Bari, Italia $115,000 – Tierra batida – 32S/16Q/16D Cuadro Individual – Cuadro Dobles                                                  | Katarzyna Kawa Anna Sisková 6–1, 6–2                         | Valentini Grammatikopoulou Elixane Lechemia | Alizé Cornet Jana Fett                      | Jennifer Ruggeri Katarzyna Kawa Zeynep Sönmez Jaqueline Cristian        |
| 11 de septiembre | WTA Zavarovalnica Sava Ljubljana Liubliana, Eslovenia $115,000 – Tierra batida – 32S/16Q/8D Cuadro Individual – Cuadro Dobles                            | Marina Bassols 6–0, 7–6(7–2)                                 | Zeynep Sönmez                               | Tamara Zidanšek Miriam Bulgaru              | Katarzyna Kawa Erika Andreeva Dalma Gálfi Lucija Ćirić Bagarić          |
| 11 de septiembre | WTA Zavarovalnica Sava Ljubljana Liubliana, Eslovenia $115,000 – Tierra batida – 32S/16Q/8D Cuadro Individual – Cuadro Dobles                            | Amina Anshba Quinn Gleason 6–3, 6–4                          | Freya Christie Yuliana Lizarazo             | Tamara Zidanšek Miriam Bulgaru              | Katarzyna Kawa Erika Andreeva Dalma Gálfi Lucija Ćirić Bagarić          |
| 11 de septiembre | Țiriac Foundation Trophy Bucarest, Rumania $115,000 – Tierra batida – 32S/16Q/8D Cuadro Individual – Cuadro Dobles                                       | Astra Sharma 0–6, 7–5, 6–2                                   | Sara Errani                                 | Jaqueline Cristian Darja Semeņistaja        | Anna Bondár María Carlé Noma Noha Akugue Anca Alexia Todoni             |
| 11 de septiembre | Țiriac Foundation Trophy Bucarest, Rumania $115,000 – Tierra batida – 32S/16Q/8D Cuadro Individual – Cuadro Dobles                                       | Angelica Moratelli Camilla Rosatello 7–5, 6–4                | Valentini Grammatikopoulou Anna Sisková     | Jaqueline Cristian Darja Semeņistaja        | Anna Bondár María Carlé Noma Noha Akugue Anca Alexia Todoni             |
| 18 de septiembre | Parma Ladies Open Parma, Italia $115,000 – Tierra batida – 32S/16Q/8D Cuadro Individual – Cuadro Dobles                                                  | Ana Bogdan 7–5, 6–1                                          | Anna Karolína Schmiedlová                   | Katarzyna Kawa Anna Bondár                  | Kaja Juvan Jéssica Bouzas Maneiro Viktoriya Tomova Jaqueline Cristian   |
| 18 de septiembre | Parma Ladies Open Parma, Italia $115,000 – Tierra batida – 32S/16Q/8D Cuadro Individual – Cuadro Dobles                                                  | Dalila Jakupović Irina Khromacheva 6–2, 6–3                  | Anna Bondár Kimberley Zimmermann            | Katarzyna Kawa Anna Bondár                  | Kaja Juvan Jéssica Bouzas Maneiro Viktoriya Tomova Jaqueline Cristian   |
| 9 de octubre     | Open de Rouen Capfinances Ruan, Francia $115,000 – Dura (i) – 32S/16Q/8D Cuadro Individual – Cuadro Dobles                                               | Viktorija Golubic 6–4, 6–1                                   | Erika Andreeva                              | Jaqueline Cristian Alizé Cornet             | Greet Minnen Fiona Ferro Jodie Burrage Nuria Párrizas                   |
| 9 de octubre     | Open de Rouen Capfinances Ruan, Francia $115,000 – Dura (i) – 32S/16Q/8D Cuadro Individual – Cuadro Dobles                                               | Maia Lumsden Jessika Ponchet 6–3, 7–6(7–4)                   | Anna Bondár Kimberley Zimmermann            | Jaqueline Cristian Alizé Cornet             | Greet Minnen Fiona Ferro Jodie Burrage Nuria Párrizas                   |
| 23 de octubre    | Abierto Tampico Tampico, México $115,000 – Dura – 32S/16Q/8D Cuadro Individual – Cuadro Dobles                                                           | Emina Bektas 6–3, 3–6, 7–6(7–3)                              | Anna Kalinskaya                             | Kamilla Rakhimova Elizabeth Mandlik         | Caroline Dolehide Anastasia Tikhonova Katie Volynets Fernanda Contreras |
| 23 de octubre    | Abierto Tampico Tampico, México $115,000 – Dura – 32S/16Q/8D Cuadro Individual – Cuadro Dobles                                                           | Kamilla Rakhimova Anastasia Tikhonova 7–6(7–5), 6–2          | Sabrina Santamaria Heather Watson           | Kamilla Rakhimova Elizabeth Mandlik         | Caroline Dolehide Anastasia Tikhonova Katie Volynets Fernanda Contreras |
| 30 de octubre    | Dow Tennis Classic Midland, Estados Unidos $115,000 – Dura (i) – 32S/16Q/8D Cuadro Individual – Cuadro Dobles                                            | Anna Kalinskaya 7–5, 6–4                                     | Jana Fett                                   | Emma Navarro Alycia Parks                   | Emina Bektas Taylor Townsend Katherine Sebov Hailey Baptiste            |
| 30 de octubre    | Dow Tennis Classic Midland, Estados Unidos $115,000 – Dura (i) – 32S/16Q/8D Cuadro Individual – Cuadro Dobles                                            | Hailey Baptiste Whitney Osuigwe 2–6, 6–2, [10–1]             | Sophie Chang Ashley Lahey                   | Emma Navarro Alycia Parks                   | Emina Bektas Taylor Townsend Katherine Sebov Hailey Baptiste            |
| 13 de noviembre  | Copa LP Chile Colina, Chile $115,000 – Tierra batida – 32S/16Q/8D Cuadro Individual – Cuadro Dobles                                                      | Sára Bejlek 6–2, 6–1                                         | Diane Parry                                 | Elizabeth Mandlik Nadia Podoroska           | Polona Hercog Yuliia Starodubtseva Léolia Jeanjean Panna Udvardy        |
| 13 de noviembre  | Copa LP Chile Colina, Chile $115,000 – Tierra batida – 32S/16Q/8D Cuadro Individual – Cuadro Dobles                                                      | Julia Lohoff Conny Perrin 7–6(7–4), 6–2                      | Lucciana Pérez Alarcón Daniela Seguel       | Elizabeth Mandlik Nadia Podoroska           | Polona Hercog Yuliia Starodubtseva Léolia Jeanjean Panna Udvardy        |
| 20 de noviembre  | Mundotenis Open Florianópolis, Brasil $115,000 – Tierra batida – 32S/16Q/8D Cuadro Individual – Cuadro Dobles                                            | Ajla Tomljanović 6–1, 7–5                                    | Martina Capurro                             | Renata Zarazúa Nadia Podoroska              | Miriam Bulgaru Sára Bejlek Anca Todoni Carole Monnet                    |
| 20 de noviembre  | Mundotenis Open Florianópolis, Brasil $115,000 – Tierra batida – 32S/16Q/8D Cuadro Individual – Cuadro Dobles                                            | Sara Errani Léolia Jeanjean 7–5, 3–6, [10–7]                 | Julia Lohoff Conny Perrin                   | Renata Zarazúa Nadia Podoroska              | Miriam Bulgaru Sára Bejlek Anca Todoni Carole Monnet                    |
| 27 de noviembre  | Argentina Open Buenos Aires, Argentina $115,000 – Tierra batida – 32S/8Q/16D Cuadro Individual – Cuadro Dobles                                           | Laura Pigossi 6–3, 6–2                                       | María Carlé                                 | Julia Riera Renata Zarazúa                  | Diane Parry Polona Hercog Elizabeth Mandlik Solana Sierra               |
| 27 de noviembre  | Argentina Open Buenos Aires, Argentina $115,000 – Tierra batida – 32S/8Q/16D Cuadro Individual – Cuadro Dobles                                           | María Carlé Despina Papamichail 6–3, 4–6, [11–9]             | María Paulina Pérez Sofia Sewing            | Julia Riera Renata Zarazúa                  | Diane Parry Polona Hercog Elizabeth Mandlik Solana Sierra               |
| 27 de noviembre  | Crèdit Andorrà Open Andorra la Vieja, Andorra $115,000 – Dura (i) – 32S/0Q/8D Cuadro Individual – Cuadro Dobles                                          | Marina Bassols 7–5, 7–6(7–3)                                 | Erika Andreeva                              | Heather Watson Alizé Cornet                 | Ella Seidel Jessika Ponchet Anastasija Sevastova Clara Tauson           |
| 27 de noviembre  | Crèdit Andorrà Open Andorra la Vieja, Andorra $115,000 – Dura (i) – 32S/0Q/8D Cuadro Individual – Cuadro Dobles                                          | Erika Andreeva Céline Naef 6–2, 6–1                          | Tímea Babos Heather Watson                  | Heather Watson Alizé Cornet                 | Ella Seidel Jessika Ponchet Anastasija Sevastova Clara Tauson           |
| 4 de diciembre   | Montevideo Open Montevideo, Uruguay $115,000 – Tierra batida – 32S/16Q/8D Cuadro Individual – Cuadro Dobles                                              | Renata Zarazúa 7–5, 3–6, 6–4                                 | Diane Parry                                 | Robin Montgomery María Carlé                | Solana Sierra Ylena In-Albon Julia Riera Miriam Bulgaru                 |
| 4 de diciembre   | Montevideo Open Montevideo, Uruguay $115,000 – Tierra batida – 32S/16Q/8D Cuadro Individual – Cuadro Dobles                                              | María Carlé Julia Riera 7–6(7–5), 7–5                        | Freya Christie Yuliana Lizarazo             | Robin Montgomery María Carlé                | Solana Sierra Ylena In-Albon Julia Riera Miriam Bulgaru                 |
| 4 de diciembre   | Open Angers Arena Loire Angers, Francia $115,000 – Dura (i) – 32S/16Q/8D Cuadro Individual – Cuadro Dobles                                               | Clara Burel 3–6, 6–4, 6–2                                    | Chloé Paquet                                | Cristina Bucșa Dayana Yastremska            | Elisabetta Cocciaretto Audrey Albié McCartney Kessler Erika Andreeva    |
| 4 de diciembre   | Open Angers Arena Loire Angers, Francia $115,000 – Dura (i) – 32S/16Q/8D Cuadro Individual – Cuadro Dobles                                               | Cristina Bucșa Monica Niculescu 6–1, 6–3                     | Anna Danilina Alexandra Panova              | Cristina Bucșa Dayana Yastremska            | Elisabetta Cocciaretto Audrey Albié McCartney Kessler Erika Andreeva    |
| 11 de diciembre  | Open BLS de Limoges Limoges, Francia $115,000 – Dura (i) – 32S/16Q/8D Cuadro Individual – Cuadro Dobles                                                  | Cristina Bucșa 2–6, 6–1, 6–2                                 | Elsa Jacquemot                              | Erika Andreeva Anna Blinkova                | Elisabetta Cocciaretto Anastasija Sevastova Loïs Boisson Harmony Tan    |
| 11 de diciembre  | Open BLS de Limoges Limoges, Francia $115,000 – Dura (i) – 32S/16Q/8D Cuadro Individual – Cuadro Dobles                                                  | Cristina Bucșa Yana Sizikova 6–4, 6–1                        | Oksana Kalashnikova Maia Lumsden            | Erika Andreeva Anna Blinkova                | Elisabetta Cocciaretto Anastasija Sevastova Loïs Boisson Harmony Tan    |

## Estadística
En los cuadros figuran el número de títulos indivisuales (S) y dobles (D) ganados por cada jugadora y cada país durante la temporada, dentro de todas las categorías del torneo de la WTA 125s de 2023. Las jugadoras / países sean ordenados por:
1) el número total de títulos (un título de dobles ganado por dos jugadoras que representan a la misma nación solo es tomado por uno).
2) primero individuales > luego los dobles.
3) por orden alfabético (por los apellidos de las jugadoras).
Para evitar la confusión y la doble contabilización, estas tablas deben actualizarse solo después de que un evento se haya completado.

### Títulos por tenistas
| Total | Jugadoras                  | S | D | S | D |
| ----- | -------------------------- | - | - | - | - |
| 4     | Cristina Bucșa             | ● | ● | 1 | 3 |
| 3     | Ingrid Neel                |   | ● | 0 | 3 |
| 3     | Katarzyna Kawa             |   | ● | 0 | 3 |
| 2     | Marina Bassols             | ● |   | 2 | 0 |
| 2     | Arantxa Rus                | ● |   | 2 | 0 |
| 2     | Mayar Sherif               | ● |   | 2 | 0 |
| 2     | María Carlé                | ● | ● | 1 | 1 |
| 2     | Aliona Bolsova             |   | ● | 0 | 2 |
| 2     | Andrea Gámiz               |   | ● | 0 | 2 |
| 2     | Despina Papamichail        |   | ● | 0 | 2 |
| 1     | Sára Bejlek                | ● |   | 1 | 0 |
| 1     | Emina Bektas               | ● |   | 1 | 0 |
| 1     | Clara Burel                | ● |   | 1 | 0 |
| 1     | Sorana Cîrstea             | ● |   | 1 | 0 |
| 1     | Elisabetta Cocciaretto     | ● |   | 1 | 0 |
| 1     | Viktorija Golubic          | ● |   | 1 | 0 |
| 1     | Anna Kalinskaya            | ● |   | 1 | 0 |
| 1     | Tatjana Maria              | ● |   | 1 | 0 |
| 1     | Jasmine Paolini            | ● |   | 1 | 0 |
| 1     | Diane Parry                | ● |   | 1 | 0 |
| 1     | Laura Pigossi              | ● |   | 1 | 0 |
| 1     | Nadia Podoroska            | ● |   | 1 | 0 |
| 1     | Sloane Stephens            | ● |   | 1 | 0 |
| 1     | Astra Sharma               | ● |   | 1 | 0 |
| 1     | Ajla Tomljanović           | ● |   | 1 | 0 |
| 1     | Viktoriya Tomova           | ● |   | 1 | 0 |
| 1     | Yafan Wang                 | ● |   | 1 | 0 |
| 1     | Dayana Yastremska          | ● |   | 1 | 0 |
| 1     | Renata Zarazúa             | ● |   | 1 | 0 |
| 1     | Tamara Zidanšek            | ● |   | 1 | 0 |
| 1     | Erika Andreeva             |   | ● | 0 | 1 |
| 1     | Amina Anshba               |   | ● | 0 | 1 |
| 1     | Hailey Baptiste            |   | ● | 0 | 1 |
| 1     | Jodie Burrage              |   | ● | 0 | 1 |
| 1     | Anna Danilina              |   | ● | 0 | 1 |
| 1     | Caroline Dolehide          |   | ● | 0 | 1 |
| 1     | Sara Errani                |   | ● | 0 | 1 |
| 1     | Weronika Falkowska         |   | ● | 0 | 1 |
| 1     | Alena Fomina-Klotz         |   | ● | 0 | 1 |
| 1     | Olivia Gadecki             |   | ● | 0 | 1 |
| 1     | Quinn Gleason              |   | ● | 0 | 1 |
| 1     | Valentini Grammatikopoulou |   | ● | 0 | 1 |
| 1     | Vivian Heisen              |   | ● | 0 | 1 |
| 1     | Léolia Jeanjean            |   | ● | 0 | 1 |
| 1     | Storm Hunter               |   | ● | 0 | 1 |
| 1     | Irina Khromacheva          |   | ● | 0 | 1 |
| 1     | Elixane Lechemia           |   | ● | 0 | 1 |
| 1     | Julia Lohoff               |   | ● | 0 | 1 |
| 1     | Maia Lumsden               |   | ● | 0 | 1 |
| 1     | Greet Minnen               |   | ● | 0 | 1 |
| 1     | Angelica Moratelli         |   | ● | 0 | 1 |
| 1     | Céline Naef                |   | ● | 0 | 1 |
| 1     | Monica Niculescu           |   | ● | 0 | 1 |
| 1     | Whitney Osuigwe            |   | ● | 0 | 1 |
| 1     | Conny Perrin               |   | ● | 0 | 1 |
| 1     | Ellen Perez                |   | ● | 0 | 1 |
| 1     | Jessika Ponchet            |   | ● | 0 | 1 |
| 1     | Kamilla Rakhimova          |   | ● | 0 | 1 |
| 1     | Julia Riera                |   | ● | 1 | 1 |
| 1     | Camilla Rosatello          |   | ● | 0 | 1 |
| 1     | Bibiane Schoofs            |   | ● | 0 | 1 |
| 1     | Diana Shnaider             |   | ● | 0 | 1 |
| 1     | Anna Sisková               |   | ● | 0 | 1 |
| 1     | Anastasia Tikhonova        |   | ● | 0 | 1 |
| 1     | Panna Udvardy              |   | ● | 0 | 1 |
| 1     | Fang-hsien Wu              |   | ● | 0 | 1 |
| 1     | Vera Zvonareva             |   | ● | 0 | 1 |

### Títulos por país
| Total | Países          | S | D |
| ----- | --------------- | - | - |
| 9     | España          | 4 | 5 |
| 8     | Rusia           | 1 | 7 |
| 6     | Estados Unidos  | 2 | 4 |
| 5     | Australia       | 2 | 3 |
| 5     | Italia          | 2 | 3 |
| 4     | Argentina       | 1 | 3 |
| 4     | Francia         | 0 | 4 |
| 4     | Polonia         | 0 | 4 |
| 3     | Países Bajos    | 2 | 1 |
| 3     | Alemania        | 1 | 2 |
| 3     | Suiza           | 1 | 2 |
| 3     | Estonia         | 0 | 3 |
| 3     | Grecia          | 0 | 3 |
| 3     | Reino Unido     | 0 | 3 |
| 2     | Francia         | 2 | 0 |
| 2     | República Checa | 1 | 1 |
| 2     | Rumania         | 1 | 1 |
| 2     | Venezuela       | 0 | 2 |
| 1     | Bulgaria        | 1 | 0 |
| 1     | China           | 1 | 0 |
| 1     | Egipto          | 1 | 0 |
| 1     | Eslovenia       | 1 | 0 |
| 1     | México          | 1 | 0 |
| 1     | Serbia          | 1 | 0 |
| 1     | Ucrania         | 1 | 0 |
| 1     | Bélgica         | 0 | 1 |
| 1     | China Taipéi    | 0 | 1 |
| 1     | Hungría         | 0 | 1 |
| 1     | Kazajistán      | 0 | 1 |
| 1     | Noruega         | 0 | 1 |